# Santa Comba (Vila Nova de Foz Côa)
Santa Comba is een plaats (freguesia) in de Portugese gemeente Vila Nova de Foz Côa en telt 290 inwoners (2001).